# Arbedo-Castione
Arbedo-Castione is een gemeente en plaats in het Zwitserse kanton Ticino, en maakt deel uit van het district Bellinzona.
Arbedo-Castione telt 3975 inwoners.